# مصطفى مشعل (لاعب كرة قدم)
مصطفى طارق مشعل (مواليد 28 مارس 2001) لاعب كرة قدم قطري يجيد اللعب في خط الوسط يلعب في نادي السد في دوري نجوم قطر ومنتخب قطر تحت 20 سنة .

## مسيرة اللاعب
لعب في نادي السد و أعير إلى نادي الشمال مطلع عام 2023.

## روابط خارجية
- مصطفى طارق على موقع قاعدة بيانات كرة القدم.إي يو (الإنجليزية)
- مصطفى طارق على موقع ناشيونال فوتبول تيمز (الإنجليزية)
- مصطفى طارق على موقع Soccerway.com (الإنجليزية)
- مصطفى طارق على موقع عالم كرة القدم.نت (الإنجليزية)
- مصطفى طارق على موقع كووورة